# すみれ (モデル)
すみれ（Sumire Matsubara、1990年〈平成2年〉7月15日 - ）は、日本の女優、歌手。本名：松原 すみれ（まつばら すみれ）。歌手活動時のアーティスト名はSumire（すみれ）。
東京都目黒区出身、ハワイ育ち。スカイコーポレーション所属。父は俳優の石田純一、母は女優の松原千明。
ハワイ・プナホウ・スクール在学中の高校1年の16歳からモデルとしてデビュー。米国・カーネギーメロン大学演劇学科へ進学し、大学2年終了時に休学して女優・歌手としてデビュー。日本で女優、歌手、タレントとして活躍する一方で、近年ではハリウッドTV、映画に進出するなど活動の場を世界へ広げている。

## 来歴

### 生い立ち
1990年、父・石田純一と母・松原千明の間に、東京で生まれた。1997年に母・松原千明と共に7歳でハワイへ移住、その2年後にあたる1999年に両親は離婚。その後は母・継父・異父弟とハワイで育った。日本で暮らしていた頃よりディズニー映画や母が連れて行ってくれたミュージカルを見て育ち、中学の時に友人に誘われて学校のミュージカルの舞台に立つと芝居の面白さに魅せられ、高校時代には毎年2作品程ミュージカルの舞台に立っていた。

### モデルデビュー
母の撮影に同行した際にカメラマンから「ちょっとメイクして撮ってみようよ」と声を掛けられたことをきっかけに、高校1年在学中の2006年にモデルとしてデビュー。
ボン イマージュに所属して『mina』『25ans』などのファッション雑誌に登場、また2007年には資生堂「TSUBAKI」のイメージキャラクターに起用、2009年7月にはアシックスとイメージキャラクター契約するなど、日本航空「JAL HAWAII」、ユニクロ、日本コカ・コーラ「爽健美茶」などのテレビCMにも出演。2006年10月には『バニラ気分! マツケン・今ちゃん・オセロのGO!GO!サタ』（フジテレビ系）の「Hawaiiスペシャル」に母・松原千明とともにゲスト出演しテレビデビューも果たした。

### 大学進学
高校卒業までハワイで過ごした後、2009年9月にペンシルベニア州ピッツバーグのカーネギーメロン大学演劇科に進学する。2000人超の入学志願者の中で一二を争う成績で合格。在学中の芸能活動が認められていなかったため、大学進学に伴いモデル活動は休業することとなった。
朝7時からの授業に始まって、昼間のレッスン、夕方からのリハーサル、夜の課題リポートの作成に至るまで連日演劇漬けの日々を過ごし、大学主催のミュージカル公演では常に主演を務めた。一方で、大学内にはアジア人が1人のみで、先生たちからは「アジア人はアメリカではうまくいかないよ」と差別的な言葉も受けたという。
2009年7月17日、オフィシャルブログ開設。

### 女優・歌手デビュー
大学2年生を終えた2011年の夏に休学手続きを取り帰国、父・石田純一と同じスカイコーポレーションに所属し、女優、歌手として、同年9月開催の「FOX bs238 開局記者発表会」で本格的に芸能界デビューを飾った。デビュー後間もなく歌手としてイル・ディーヴォのアルバム収録に参加、約3年ぶりのオリジナルアルバム『ウィキッド・ゲーム』収録の楽曲「クライング featuring すみれ」で共演し、11月9日に発売された。
その後日本語を猛勉強し、翌2012年3月の舞台『早乙女太一特別公演 GOEMON 〜孤高の戦士〜』でヒロイン・茶々役を演じて、女優としてデビュー。2013年にはオーディションを経てミュージカル2作品（『二都物語』、『エニシング・ゴーズ』）のヒロイン役に相次いで抜擢され、恵まれた容姿にカーネギーメロン大学演劇科で磨いた歌唱力と表現力は「日本ミュージカル史上最大級の大型新人」として注目を集めた。2014年7月にはフジテレビ系『キャビンアテンダント刑事〜ニューヨーク殺人事件〜』でテレビドラマにも進出した。2016年5月公開の『手をつないでかえろうよ 〜シャングリラの向こうで〜』でハワイ帰りのヒロイン・麗子を演じて映画デビューも果たした。
一方で、2013年2月にはスリムビューティハウスのイメージキャラクターに起用され、そのCMソングとして英語でカバーしたTUBEの「シーズン・イン・ザ・サン」が広告代理店やレコード会社から高く評価されたことで、同年3月20日に「Sumire」名義でユニバーサルミュージックより歌手としてソロデビュー。2014年にかけて「黄昏のビギン」など計4作品をリリースし、2014年2月にはファーストライブ「Voice〜すみれ」をヤマハホールにて開催している。
また、2013年10月から2016年3月まで、得意の英語を駆使してNHKの24時間英語チャンネルNHKワールドTVでPR番組『CHOICE OF THE WEEK』のナビゲーターを担当。2013年11月から2015年4月にかけてTBSテレビ『新・チューボーですよ!』で6代目アシスタントを務め、火曜日レギュラーを務めたフジテレビ『バイキング』では「すみれのひとりオジさま飯」コーナーを担当するなど、バラエティ番組でも活躍した。
2016年4月に熊本地震の被災地を2日間訪問し、同年6月に被災地復興の支援団体「スペランツァ」を賛同者とともに立ち上げ、6月23日・24日に東京・銀座で開催したチャリティ・イベント（Speranza Charity Concert 2016）で支援活動をスタートした。

### ハリウッド進出
2014年10月にアメリカ・CBSの人気ドラマシリーズ『Hawaii Five-0』の中の1話にゲスト出演し、全米ドラマデビュー。2015年6月にはオーディションを勝ち抜いて映画『アメイジング・ジャーニー 神の小屋より』の聖霊サラユー役に抜擢され、Sumire Matsubaraとして2017年3月全米公開の同作で念願のハリウッド進出を果たした。作品公開に先立ち、2015年10月にロサンゼルスで開催された「アジアワールドフィルムフェスティバル（英語: Asian World Film Festival）」においてライジング・スター賞（新人賞）を受賞している。
2017年9月からアメリカ・ABCで放送のマーベルのテレビドラマ『インヒューマンズ』に、オーディションを経てLOCUS役でゲスト出演し、アクションにも挑戦。以降も女優業を中心に活動し、「テレビ、映画のどちらかにこだわらず、いろんな役をやってみたい」としている。
2015年7月1日、公式フェイスブック開設。

## 人物
7歳から19歳までハワイで生活していたためか英語が堪能である一方、漢字は苦手とのこと。私生活においても読めない漢字が多くて困っているという。ハワイ暮らしが長かったため日本に戻ってきた時には日本語は全く話せず言葉の壁とカルチャーショックから孤独感に苦しんだ時期もあったが、帰国子女やハーフのタレント・モデルたちと知り合い、コンプレックスを共有することで、個性として肯定的に受け止め、前向きに活かしていけるようになった。台詞は日本語よりも英語のほうが得意で、日本語では「ちょっと難しい言葉になるとしどろもどろになってしまう」のに対し、英語では「細かいニュアンスまで理解して話す」ことができると語る。
継父がクリスチャンだったことから、幼いころに教会に通い幼児洗礼を受けた。小学校もハワイにあるカトリック系の学校に通っていた。
日本国籍でアメリカのグリーンカードを所持している。
歌唱力がかなり高く、お笑い芸人やタレントが参加した2012年8月の『お笑い芸人歌がうまい王座決定戦スペシャル』において初出場で優勝を果たした。

## 家族・親族
父は俳優の石田純一、母は女優の松原千明、母方の祖父は俳優の原健策、母方の祖母は元タカラジェンヌで宝塚歌劇団卒業生の乙女松子という芸能一家である。祖父が広島出身のため、母方の実家は京都で広島風お好み焼き屋を経営していた。
父方の曽祖父は中外商業新報（現・日本経済新聞）記者の石田武太郎。祖父はNHKのアナウンサーだった石田武、伯母に音楽家の石田桃子（純一の姉）、異母兄に俳優・ミュージシャン・タレントのいしだ壱成（純一と純一の最初の妻・星川まりとの子）がいる。また、石田純一と再婚相手・東尾理子との間に3人の異母弟・妹がいる。父の義父・東尾修のことを「おさむちゃん」と呼んでいる。
父・石田純一の世間を騒がせた「不倫がきっかけで生まれた文化もある」発言の影響から、私立小学校の受験に失敗し入学した公立小学校でも「不倫は文化の子なんだろ」「文化の子」などといじめを受けた。母・松原千明はすみれを守るために、すみれが7歳の時にハワイへの移住を決意。移住先のハワイでも当初言葉が通じないためいじめを受けたが、英語を猛勉強して克服した。父・石田純一とは離れて暮らしていたが、大学進学を控えた17歳の時に「ちゃんと話を聞いてみたい」と手紙を書き、10年ぶりに再会。以来、石田の再婚相手・東尾理子や3人の異母弟・妹を交え家族ぐるみで交流するなど、良好な父娘関係を築いている。
2021年11月25日、2歳年上の建築関係の実業家男性と同月12日にできちゃった結婚したことと妊娠中であることを報告した。2022年4月30日、4170gの第1子男児の出産を報告。

## 出演

### テレビ番組
- Asian Muse〜世界を魅了する日本の美神たち〜（2013年1月10日 - 9月26日、フジテレビ） - ナビゲーター
- CHOICE OF THE WEEK（2013年10月 - 2016年3月、NHKワールドTV） - ナビゲーター（火曜 - 土曜、1日12回放送）[26][54][1]
- 新・チューボーですよ!（2013年11月23日 - 2015年4月11日、TBS） - 6代目アシスタント
- バイキング（2014年4月1日 - 2015年9月29日、フジテレビ） - 火曜日レギュラー、「すみれのひとりオジさま飯」コーナー担当
- Doki Doki! ワールドTV（2015年4月5日 - 9月20日、NHK総合・NHKワールド） - 司会
- パン旅。 南房総「ホットで味わう“スローライフ”」（2021年9月21日・NHKBSプレミアム）
- 上田と女が吠える夜 2時間スペシャル「旅を極めた女」ブロック（2024年3月20日、日本テレビ）

### テレビドラマ
- キャビンアテンダント刑事〜ニューヨーク殺人事件〜（2014年7月7日、フジテレビ） - 藤澤めぐみ 役
- そこをなんとか2 第2話（2014年8月10日、NHK BSプレミアム） - 溝口栄子 役
- Hawaii Five-0 シーズン5 第3話（2014年10月10日、米・CBS） - ケイラニ・マクア 役[注 7]
- ハガネの警察医（2015年4月2日、テレビ東京） - 石ノ森楓 役
- 一路 第4話（2015年8月21日、NHK BSプレミアム） - 乙姫 役
- 鴨川食堂 最終話（2016年2月28日、NHK BSプレミアム） - 白崎初子 役
- 世にも奇妙な物語 '16春の特別編「夢みる機械」（2016年5月28日、フジテレビ） - 受付嬢 役
- マーベル インヒューマンズ（2017年9月29日 - 11月10日、米・ABC／2018年3月3日 - 4月21日、日本・Dlife） - ローカス 役[39][40]

### 映画
- 手をつないでかえろうよ 〜シャングリラの向こうで〜（2016年5月28日） - 竹内麗子 役[55]
- アメイジング・ジャーニー 神の小屋より（2017年3月3日〈全米〉／9月9日〈日本〉） - サラユー 役[34][36][56]
- ブライトン・ミラクル（2019年〈豪〉） - リーチ知美 役
- ルール・オブ・リビング 〜“わたし”の生き方・再起動〜（2025年9月19日公開予定）[57]
- 月のこおり（2025年11月21日公開予定、ギグリーボックス）  - 小春 役[58]

### 舞台

#### カーネギーメロン大学主催ミュージカル
- Strange Snow（2010年） - 主演[1]
- Danny and the Deep Blue Sea（2010年） - 主演[1]
- Hunter Gatherers（2010年） - 主演[1]
- 十二夜（2011年） - 主演[1]

#### その他の公演
- 早乙女太一特別公演 GOEMON 〜孤高の戦士〜（2012年3月 御園座、5月 明治座） - 茶々 役
- tick,tick...BOOM!（2012年 あうるすぽっと、サンケイホールブリーゼ） - スーザン 役[1]
- 二都物語（2013年 帝国劇場） - ルーシー・マネット 役[1]
- エニシング・ゴーズ（2013年 帝国劇場） - ホープ・ハーコート 役[1]
- ボンベイドリームス（2015年 東京国際フォーラムホールC、梅田芸術劇場メインホール） - プリヤ 役
- NiNE（2020年、赤坂ACTシアター、梅田芸術劇場メインホール） - クラウディア 役

### コンサート
- Voice〜すみれ（2014年2月20日、ヤマハホール）
- すみれコンサート（2015年9月26日銀座ヤマハホール、2回公演）[59]
- Speranza Charity Concert 2016（2016年6月23・24日　銀座ブルガリ　ラ・テラッツァ ラウンジ）予定[60]

### CM
- 資生堂 TSUBAKI（2007年 - ）
- 日本航空 JAL HAWAII（2007年 - ）
- ユニクロ（2007年 - ）
- 日本コカ・コーラ 爽健美茶 「メンタルリゾート登場」篇（2008年2月4日 - ）[61]
- アシックス（2009年 - ）
- 花王 アジエンス（2013年1月30日 - ）
- スリムビューティハウス（2013年2月1日 - ）[注 8]
- ジョンソン・エンド・ジョンソン ワンデー アキュビュー トゥルーアイ 「パティシエ」篇（2013年3月2日 - ）[62]
- NTTdocomo カケホーダイ&パケあえる 家族でパケットシェア 「UFO」篇（2014年5月 - ）[注 9]
- サントリーフーズ リゲイン エナジードリンク 「リゲイン 3、4時間」篇、「リゲイン どーなっとるんだ」篇（2014年7月1日 - ）
- BOAT RACE振興会 「BE DYNAMITE!」（2015年1月1日 - 2016年12月31日）[63]
- 南流山不動産（2015年5月 - ）
- リーボック（2015年10月15日 - ）
- モンデリーズ・ジャパン リカルデント 「すみれのキレイ時間」篇（2016年2月29日 - ）[64]
- コーセー スポーツビューティ（2016年・2017年）[65][66]
- エアアジア（2016年） - ブランドアンバサダー[67][68]

### ラジオ
- FMシアター ラジオドラマ「未来日記の行方」（2020年7月18日、NHK-FM） - ナオミ 役[69]
- KOSÉ Find My Beauty powered by @cosme TOKYO（2020年10月4日 - 、TOKYO FM） - パーソナリティ
- 伊集院光とらじおと（2021年7月12日・TBSラジオ） - ゲスト
- CITY CHILL CLUB（2021年8月4日、11日、18日、25日・TBSラジオ）- ミュージックセレクター

### MV
- 平井大「Promise」（2014年）[70]

## ディスコグラフィ

### シングル
※いずれも「Sumire」名義
|     | 発売日         | タイトル                 | レーベル           | 品番                                     | 備考                                                                       |
| --- | -------------- | ------------------------ | ------------------ | ---------------------------------------- | -------------------------------------------------------------------------- |
| 1st | 2013年3月20日  | シーズン・イン・ザ・サン | EMI RECORDS        | UPCH-80314                               | スリムビューティハウスTVCMソング                                           |
| 2nd | 2013年5月22日  | 黄昏のビギン             | EMI RECORDS        | UPCH-80322                               |                                                                            |
|     | 2014年2月19日  | Flower of Love           | NAYUTAWAVE RECORDS | 配信限定                                 | スリムビューティハウスTVCMソング                                           |
| 3rd | 2014年11月12日 | Promise 〜forever〜      | avex trax          | AVCD-83128（CD） AVCD-83127/B（CD＋DVD） | 自身がMVに出演した平井大「Promise」のアンサーソング。 平井大プロデュース。 |
| 4th | 2018年11月7日  | I know only you          | Sugar Candy        | SCCD-1342 SCCD-1343                      |                                                                            |

### 参加作品
- イル・ディーヴォ「クライング featuring すみれ」（2011年） - アルバム『ウィキッド・ゲーム』収録（日本盤ボーナストラック）[72]
- Jazztronik「Now」（2016年） - アルバム『Keystone』収録[73]

## 受賞
- アジアワールドフィルムフェスティバル（英語: Asian World Film Festival）
  - ライジング・スター賞（新人賞）（2016年、『アメイジング・ジャーニー 神の小屋より』）
- 第13回クラリーノ美脚大賞・20代部門（2015年）[74]